# Dubb
Dubb, spetsigt stift som används i vissa vinterdäck för att förbättra friktionen mot is. Dubbarna pressas in i förborrade hål i däcken. Dubbar finns i olika material. Moderna dubb i dubbdäck har en kärna av lättmetall, klädd med en mantel av hårdmetall.